# Oloron-Sainte-Marie
Oloron-Sainte-Marie es un municipio del suroeste de Francia situado en el Bearne y en el departamento de los Pirineos Atlánticos (64), en la región de Nueva Aquitania. En 2021 tenía 10 616 habitantes. Entre sus edificios más importantes se cuenta la catedral de Santa María de Olorón, cuya construcción empezó en 1102 con arquitectura románica y terminó en estilo gótico.

## Otras denominaciones
La comuna también es conocida por los nombres de Auloron e Senta Maria o Auloroû en bearnés, Oloroe-Donemaria en euskera y Santa María de Olorón en español.

## Toponimia
El nombre proviene de la fusión decretada en 1858 de los dos municipios vecinos de Oloron y Sainte-Marie. El nombre tradicional en gascón bearnés es Auloron e Senta Maria, escrito también Aulouroû. Auloron a su vez proviene de 'Iluro' , nombre con el que era conocida en la época romana una ciudad situada en el lugar de la actual Oloron, y que es igual que la íbera Iluro.

## Geografía
El municipio se encuentra en la zona de contacto entre la cuenca aquitana y los Pirineos, a unos 50 km de la frontera con España por la carretera nacional 134, y a unos 100 km del océano Atlántico. Se ubica también en la confluencia de dos torrentes pirenaicos (denominados, en francés, gaves), la Gave d'Aspe y la Gave d'Ossau (que toman el nombre de los valles por los que transcurren, el valle de Aspe y el valle de Ossau). Esta confluencia da lugar a la Gave d'Oloron que acaba desembocando en el río Gave de Pau.

## Demografía
| 5 664 | 5 515 | 5 975 | 6 328 | 6 804 | 6 620 | 6 530 | 6 388 | 9 899 | 9 362 | 9 085 | 8 783 | 8 644 | 9 117 | 8 931 | 8 758 | 8 960 | 9 078 | 9 281 | 9 495 | 8 976 | 9 584 | 10 202 | 10 300 | 10 567 | 11 407 | 12 778 | 13 028 | 12 332 | 11 513 | 11 067 | 10 992 | 11 141 | 10 678 | 10 684 |
| Para los censos de 1962 a 1999 la población legal corresponde a la población sin duplicidades (Fuente: INSEE [Consultar]) |       |       |       |       |       |       |       |       |       |       |       |       |       |       |       |       |       |       |       |       |       |        |        |        |        |        |        |        |        |        |        |        |        |        |

## Ciudades hermanadas
- Jaca, España:[4] Oloron-Sainte-Marie y Jaca eran sedes del festival conjunto y bienal llamado Festival Folklórico de los Pirineos.

## Comunas fronterizas
Comparte fronteras con las comunas de Esquiule, Moumour, Ledeuix, Estos, Cardesse, Monein, Goès, Précilhon, Escout, Herrère, Ogeu-les-Bains, Buziet, Arudy, Escot, Asasp-Arros, Lurbe-Saint-Christau, Eysus, Gurmençon, Bidos, Agnos, Ance, Féas y Géronce.